# Anisozyga hilaris
Anisozyga hilaris là một loài bướm đêm trong họ Geometridae.